# Massaker von Clamecy

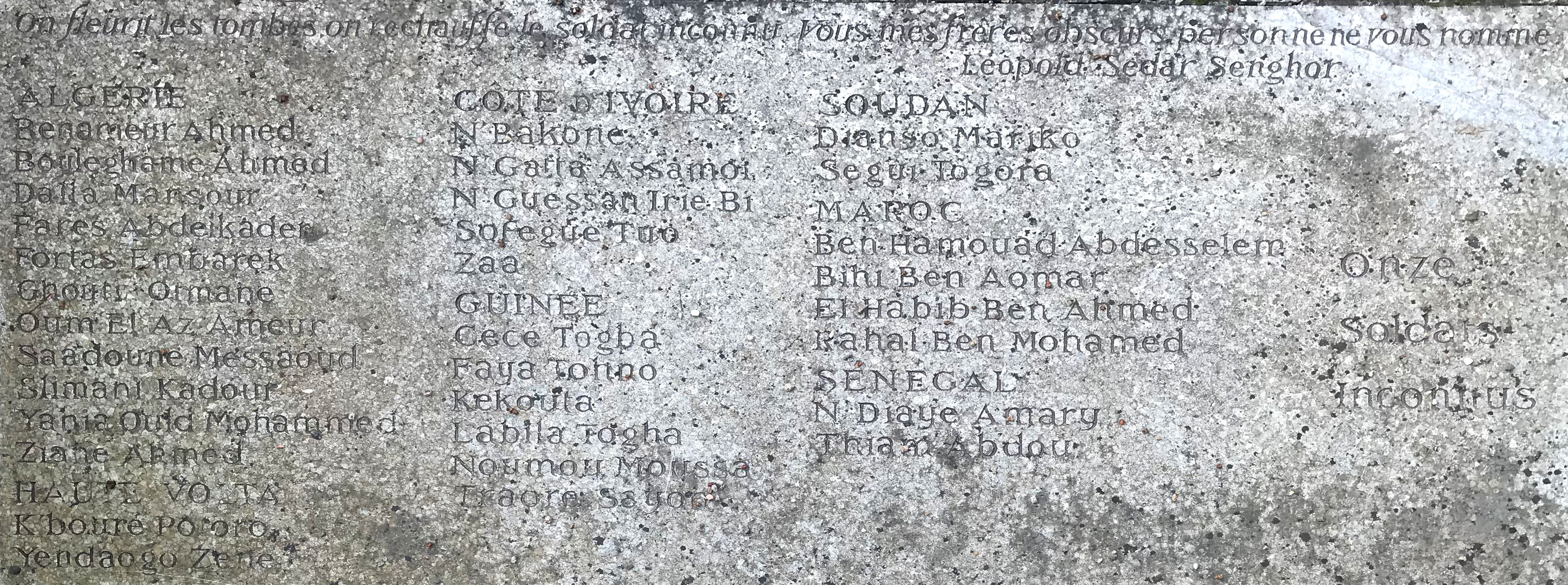
Gedenktafel mit den Namen der bekannten Opfer am Denkmal in Clamecy

Das Massaker von Clamecy war ein Kriegsverbrechen der deutschen Wehrmacht in Frankreich während des Westfeldzugs im Zweiten Weltkrieg an afrikanischen Soldaten. Deutsche Soldaten erschossen im Juni 1940 in dem burgundischen Ort Clamecy im Département Nièvre aus nichtigem Anlass 44 kriegsgefangene Angehörige der französischen Kolonialtruppen (Tirailleurs sénégalais). Die Täter wurden nie identifiziert, und es wurde niemand zur Rechenschaft gezogen. Historisch bedeutend ist der Vorfall auch, weil es sich um eines der ersten bekannten Massenverbrechen deutscher Truppen im Zweiten Weltkrieg an bereits in einem Lager festgehaltenen Kriegsgefangenen handelt sowie weil die örtliche Résistance am 11. November 1943, noch während der deutschen Besatzung, eine Gedenkveranstaltung am Ort des Massakers organisierte.

## Hintergrund
Der Einsatz französischer Kolonialtruppen war seit 1870, wo sie im Deutsch-Französischen Krieg zum Einsatz kamen, in Deutschland Gegenstand rassistischer Anfeindungen. Spätestens im Ersten Weltkrieg stellte die nationalistische deutsche Propaganda insbesondere die Soldaten aus Subsahara-Afrika als unzivilisierte „Wilde“ dar und ihren Einsatz durch die französische Militärführung als schändlich, da die schwarzen „Barbaren“ gegen „zivilisierte“ weiße Soldaten kämpften. Mit der alliierten Rheinlandbesetzung nach dem Krieg begann dann unter dem Schlagwort „Schwarze Schmach“ eine massive rassistische Kampagne gegen den Einsatz französischer Kolonialtruppen.
Im Westfeldzug von Mitte Mai bis Ende Juni 1940 ermordeten deutsche Soldaten zahlreiche schwarze französische Soldaten unmittelbar nach ihrer Gefangennahme. Der Historiker Raffael Scheck schätzt ihre Zahl auf zwischen 1500 und 3000. In dieser Zahl sind diejenigen Toten nicht enthalten, die noch auf dem Schlachtfeld aufgrund einer Politik, keine schwarzen Gefangenen zu machen, getötet wurden. In vielen Fällen wurden, insbesondere in der zweiten Phase des Feldzugs, dem „Fall Rot“ ab dem 5. Juni 1940, unmittelbar nach der Gefangennahme französischer Soldaten die weißen von den nicht-weißen Männern – insbesondere solchen aus Subsahara-Afrika, aber in bestimmten Fällen auch solchen aus Nordafrika – getrennt und letztere anschließend erschossen. Diejenigen, die die Gefangennahme überlebten und in ein Lager kamen, waren häufig dort weiteren brutalen Übergriffen ausgesetzt. Das Massaker von Clamecy ist laut Scheck möglicherweise das erste dieser Art, das die Wehrmacht an französischen Lagerhäftlingen afrikanischer Herkunft beging.
Die kriegsvölkerrechtlich im Zweiten Weltkrieg, also auch zum Zeitpunkt des Verbrechens, für Deutschland bindenden Regeln waren die Haager Abkommen von 1899 und 1907 sowie das Abkommen über die Behandlung der Kriegsgefangenen von 1929, das Deutschland 1934, also bereits zur Zeit des Nationalsozialismus, ratifiziert hatte. Artikel 2 des Abkommens bestimmte, dass Kriegsgefangene zu jeder Zeit menschlich behandelt und insbesondere vor Gewalttaten und Beleidigungen geschützt werden mussten. Jegliche Vergeltungsmaßnahmen gegen sie verbot das Abkommen. Noch während des „Sitzkrieges“ bis Juni 1940 hatte die deutsche Militärführung die Truppe öfters auf das Gebot des Abkommens hingewiesen, Kriegsgefangene menschlich zu behandeln.
Dass dennoch bereits zu Anfang des Krieges deutsche Soldaten zahlreiche Kriegsverbrechen an schwarzen gegnerischen Soldaten – deutlich mehr als an weißen – verübten, führt Scheck weniger auf explizite, zentrale militärische Befehle als auf die nationalsozialistische Propaganda gegen die angeblich unzivilisierten Kolonialtruppen zurück. Als Folge dieser Propaganda deuteten zahlreiche deutsche Soldaten praktisch jeden mit schweren Verletzungen aufgefundenen toten Kameraden als Opfer von Verstümmelungen durch schwarze Soldaten der gegnerischen Seite.

## Tathergang und Opfer
Deutsche Truppen waren am 16. Juni 1940 in Clamecy einmarschiert. In der Kleinstadt wurden daraufhin Kriegsgefangene in drei Lagern untergebracht.
Auslöser des Verbrechens war, soweit nach später schriftlich aufgenommenen Zeugenaussagen rekonstruierbar, die (tatsächliche oder behauptete) Tätlichkeit eines afrikanischen Lagerinsassen gegen einen deutschen Offizier. Dieser befahl daraufhin die Erschießung des beschuldigten afrikanischen Soldaten sowie von etwa zwanzig weiteren, willkürlich ausgewählten Gefangenen zur Abschreckung bzw. kollektiven Bestrafung. Weitere etwa zwanzig weitere Gefangene wurden zum Ausheben der Gräber bestimmt. Sie wurden ebenfalls erschossen, nachdem sie den Befehl verweigert hatten. Insgesamt erschoss das deutsche Militär im Zuge der Aktion am 18. Juni 2024 in Clamecy 43 (nach anderen Angaben 41) französische Kriegsgefangene. Ein weiterer Soldat, dem zunächst die Flucht gelungen war, wurde einige Tage später aufgespürt und ebenfalls erschossen.
Die Hinrichtungen fanden an einem La Pépinière („die Baumschule“) genannten Ort, damals ein Waldstück, in der Gemarkung von Clamecy statt. Die Leichname wurden zunächst nicht bestattet. Erst am 23. Juni 1940 durften sie nach ausdrücklicher Bitte des Bürgermeisters von Clamecy in einem Massengrab beerdigt werden. Der zunächst Entkommene, auf der Flucht Erschossene wurde im Clamecy benachbarten Oisy bestattet.
Mit Stand von 2015 waren 32 der Opfer namentlich identifiziert; von ihnen stammten elf aus Algerien, sechs aus Guinea, fünf aus der Elfenbeinküste, vier aus Marokko und jeweils zwei aus Obervolta (heute Burkina Faso), dem Senegal und Französisch-Sudan, dem heutigen Mali.

## Reaktionen und Gedenken

### Vor der Befreiung
Nach Aussagen von Zeitzeugen schockierte das Ereignis die Bevölkerung von Clamecy nachhaltig und war für mehrere Bürger der Stadt Auslöser, sich später der Résistance anzuschließen. Zunächst jedoch führte die militärische Niederlage Frankreichs 1940 zur Teilung des Landes in eine von Deutschland besetzte Zone, zu der unter anderem das gesamte Territorium des Départements Nièvre – und damit auch die Gemeinde Clamecy – gehörte, und eine unbesetzte Zone, in der das autoritäre, mit Nazideutschland kollaborierende Vichy-Regime herrschte.
Das Jahr 1943 brachte mit mehreren Ereignissen eine Wende der Stimmung in Frankreich zugunsten der Alliierten und der Résistance. Zum einen ließen militärische Misserfolge Deutschlands und seiner Verbündeter in Nordafrika und in der Sowjetunion, insbesondere die deutsche Niederlage in der Schlacht von Stalingrad, immer mehr Menschen auf einen baldigen Sieg der Alliierten hoffen. Zum anderen schwand der Rückhalt des Vichy-Regimes in der Bevölkerung immer mehr, insbesondere nach der Einführung der Zwangsrekrutierung junger Franzosen zur Zwangsarbeit in Deutschland (Service du travail obligatoire, STO). Ebenfalls 1943 gelang es dem von Charles de Gaulle damit beauftragten Jean Moulin, die bis dahin unzureichend organisierten und koordinierten Widerstandsbewegungen unter dem Dach des Conseil national de la Résistance („Nationaler Widerstandsrat“, CNR) zu vereinen, so dass der innere Widerstand gegen die Besatzer schlagkräftiger wurde. In demselben Jahr wurde mit dem Französischen Komitee für die Nationale Befreiung (CFLN) eine Exilregierung unter de Gaulles Führung gegründet.
Der 11. November war in Frankreich seit 1919 ein Feiertag zum Gedenken an das siegreiche Ende des Ersten Weltkriegs gewesen. Das Vichy-Regime hatte den Feiertag 1940 abgeschafft und jegliche öffentliche Kundgebungen an dem Tag streng verboten. Angesichts der zu ihren Gunsten veränderten Situation riefen 1943 CNR und CFLN landesweit in Frankreich für das symbolträchtige Datum zu illegalen Gedenkveranstaltungen auf, um dem Regime und der Besatzungsmacht die Ablehnung und Feindseligkeit der Bevölkerung ihnen gegenüber zu demonstrieren.
In diesem Kontext führte der Widerstand in Clamecy eine relativ aufwendige Gedenkveranstaltung für die erschossenen Tirailleurs durch. Das Massengrab, in dem sie bestattet waren, wurde mit Blumen geschmückt sowie mit heimlich hergestellten Flaggen der alliierten Staaten Frankreich, Großbritannien, USA und Sowjetunion. Ein Lothringerkreuz aus echten Blumen bildete den Höhepunkt. An anderer Stelle in der Stadt wurde auf dem Wasserturm eine Trikolore gehisst.

### Nach der Befreiung

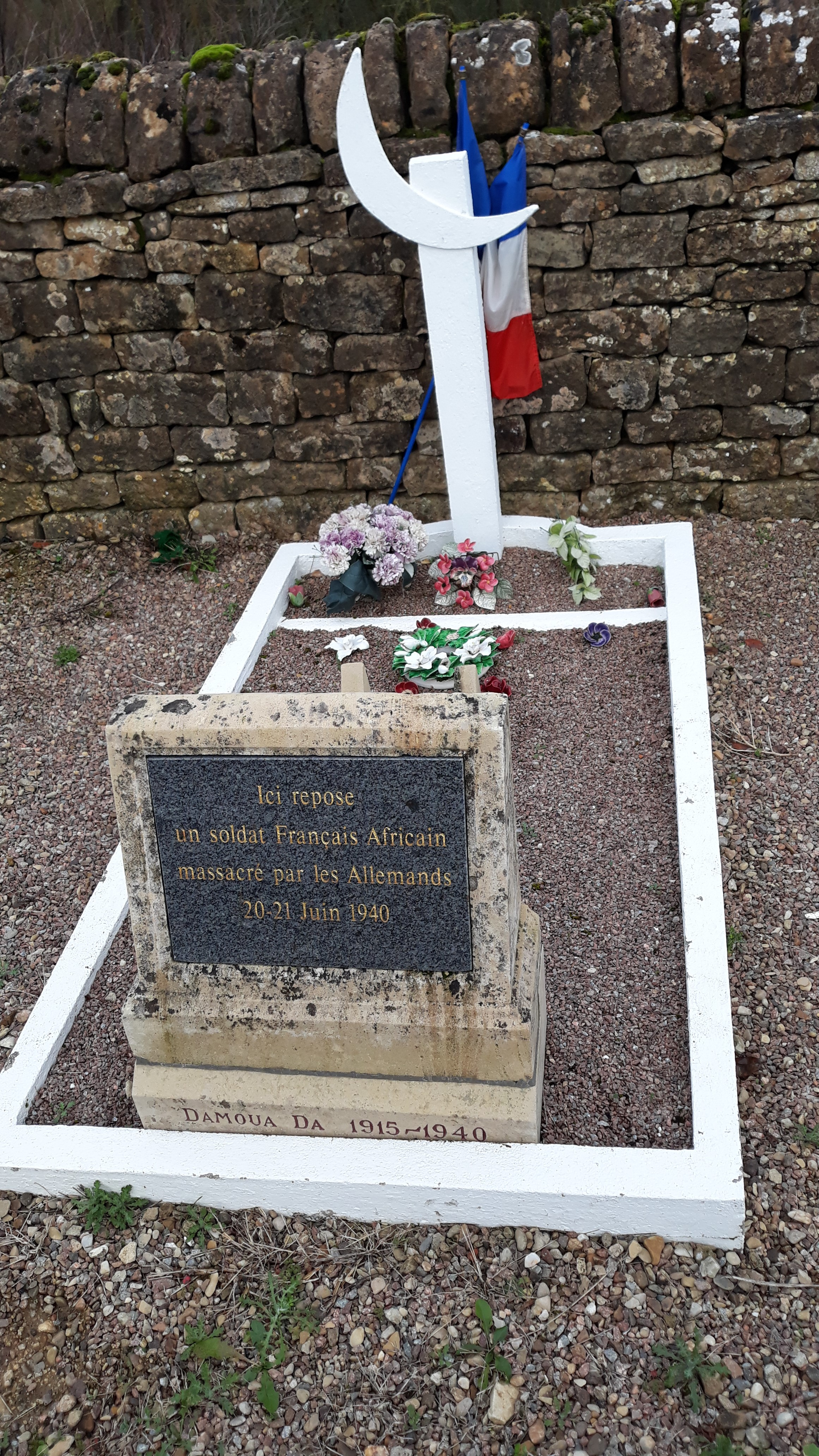
Grab des Opfers Damoua Da, 2019

Bei der Einweihungszeremonie des Résistance-Denkmals in Clamecy am 18. August 1946 war auch eine Einheit der Kolonialarmee zugegen. Knapp zwei Jahre später, am 20. Juni 1948, wurde ein weiteres Denkmal zum speziellen Gedenken an die ermordeten Tirailleurs sénégalais eingeweiht. Auf seine Errichtung hatte insbesondere der Bürgermeister der Stadt, Pierre Paulus (SFIO), hingewirkt. Das Monument (47° 28′ 18,5″ N, 3° 31′ 14,6″ O) befindet sich an der Straße zum Nachbarort Surgy, etwas nördlich des Bahnhofs von Clamecy. Im Jahr 2012 wurde dem Denkmal eine Tafel mit den Namen und Herkunftsländern der namentlich bekannten unter den erschossenen Soldaten hinzugefügt.
Die sterblichen Überreste der Soldaten wurden zu etwa derselben Zeit, zu der das Denkmal errichtet wurde, in das Beinhaus des Friedhofs von Clamecy überführt. Zehn Jahre später wurden sie auf einen muslimischen Friedhof umgebettet.
Die Täter konnten nicht ermittelt werden.

## Rezeption im Film
Die aus Clamecy gebürtige Mireille Hannon drehte einen 2011 erschienenen Dokumentarfilm mit dem Titel Les 43 tirailleurs, der am 18. Juni 2011, dem Jahrestag des Verbrechens, auf dem Regionalsender France 3 Bourgogne ausgestrahlt wurde. Für das Werk hatte Hannon unter anderem im Senegal recherchiert, wo sie Zeitzeugen und Familienangehörige der Soldaten interviewte.